# I’ll Be Your Mirror
«I’ll Be Your Mirror» — песня the Velvet Underground и Нико. Она появилась на их дебютном альбоме 1967 года The Velvet Underground & Nico, а также была выпущена синглом годом ранее вместе с песней «All Tomorrow’s Parties» в 1966 году.
Лу Рид написал эту песню для Нико, она исполняет на ней основной вокал. Вдохновение для песни появилось после того как Нико подошла к Риду после шоу в 1965 году и сказала: «О, Лу, я буду твоим зеркалом». Песня являлась любимой песней Лу Рида, а также звукоинженера Нормана Долфа, работающего над альбомом The Velvet Underground & Nico.
Музыкальный критик Марк Деминг из AllMusic описал песню как «скрытая песня о любви».

## Процесс записи
«I’ll Be Your Mirror» стала наиболее сложной песней в плане исполнения для Нико, группа хотела, чтобы она исполнила тонкий, нежный вокал, но она пела все громче и агрессивнее с каждым дублем. Стерлинг Моррисон так описал процесс записи в интервью:
Она продолжала петь "I’ll be your mirror" в своей резкой, импульсивной манере исполнения. Нам это не нравилось, и мы просили её петь снова и снова до тех пор, пока она не сломалась и не заплакала. Тогда мы сказали: "Ладно, попробуй это ещё один разок и если это не сработает сейчас, к черту, мы не будем записывать эту песню". После Нико села возле микрофона и исполнила партию вокала идеально.
Участникам группы так понравилась её манера исполнения песни, что после того как она покинула группу в конце 1967 года, живые партии вокала для песни имитировали её акцент.
Наставник и менеджер группы Энди Уорхол хотел, чтобы на пластинке была встроенная царапина, так, чтобы строка «I’ll be your mirror» играла на проигрывателе бесконечно по кругу до тех пор, пока слушатель не переместит иглу, но из этой идеи ничего не получилось.

## Участники записи
- Нико – основной вокал
- Лу Рид – соло-гитара
- Джон Кейл – бас-гитара
- Стерлинг Моррисон – соло-гитара
- Морин Такер – тамбурин